# Munidopsis arenula
Munidopsis arenula is een tienpotigensoort uit de familie van de Munidopsidae. De wetenschappelijke naam van de soort is voor het eerst geldig gepubliceerd in 2007 door Macpherson.